# Ceca (glasbeni album)
Ceca (znana tudi kot To, Miki) je tretja glasbena zgoščenka srbske pop-folk pevke Svetlane Ražnatović - Cece, ki je bila objavljena junija leta 1990, v založbeni hiši PGP RTB.  Pesem Pustite me da ga vidim je postala najbolj popularna uspešnica z albuma, ki jo pevka poje tudi dandanes, na vseh svojih turnejah. 
Julija leta 1990 je PGP RTB objavil tudi prvi pevkin CD z naslovom Pustite me da ga vidim, ki je vseboval takrat nove pesmi in tudi starejše uspešnice. Ob koncu leta je izšla še prva pevkina videokaseta Ceca (videokaseta).
To je obenem tudi najbolj prodajan Cecin album do leta 1990. Pevka je v dveh mesecih prodala 350.000 izvodov novega albuma. 

## Seznam skladb
| Št.             | Naslov                   | Besedilo        | Glasba          | Dolžina |
| --------------- | ------------------------ | --------------- | --------------- | ------- |
| 1.              | „To, Miki‟               | D. Ivanković    | D. Ivanković    | 4:30    |
| 2.              | „Pustite me da ga vidim‟ | S. Spasić       | D. Ivanković    | 4:25    |
| 3.              | „Cipelice‟               | Lj. Živković    | D. Ivanković    | 3:59    |
| 4.              | „Lako je tebi‟           | V. Petković     | M. Mijatović    | 2:30    |
| 5.              | „Drugarice, prokletnice‟ | D. Ivanković    | D. Ivanković    | 3:43    |
| 6.              | „Sve u svoje vreme‟      | S. Orsana       | M. A. Kemiš     | 2:52    |
| 7.              | „Ne daj me‟              | Z. Matić        | D. Ivanković    | 3:25    |
| 8.              | „Eh, teško meni‟         | V. Petrović     | M. Mijatović    | 3:47    |
| Skupna dolžina: | Skupna dolžina:          | Skupna dolžina: | Skupna dolžina: | 29:11   |

## Promocija zgoščenke
Pevka je posnela videospote za vse pesmi.   
Nekaj mesecev po izidu zgoščenke je Ceca objavila videokaseto (VHS) z videospoti in televizijskimi izvedbami nekaterih pesmi ( Ceca (videokaseta)).
Koncertna promocija zgoščenke se je zgodila na prvi jugoslovanski turneji, leta 1993.

## Zgodovina objave zgoščenke
| Država      | Datum       | Založba | Oblika     |
| ----------- | ----------- | ------- | ---------- |
| Jugoslavija | junij, 1990 | PGP RTB | CD, MC, LP |

## Naklada
Tretji Cecin album je dosegel dve nakladi: LP plošča "diamantsko" naklado (po standardih založbene hiše PGP RTB, je to pomenilo najmanj 200 tisoč prodanih izvodov), MC kaseta pa "platinasto" (po standardih založbene hiše PGP RTB, je to pomenilo najmanj 100 tisoč prodanih izvodov).  

## Uspeh na portalu YouTube
Celoten album je bil leta 2013 objavljen na pevkini uradni YouTube strani. Pesemi trenutno štejejo milijonske oglede. (avgust 2019)